# پایگاه هوایی اوسان
پایگاه هوایی اوسان (به انگلیسی: Osan Air Base) پایگاه هوایی نظامی و یک فرودگاه است. این فرودگاه در شهر اوسان کشور کره جنوبی قرار دارد. ستاد فرماندهی نیروی هوایی هفتم در این پایگاه قرار دارد.